# Tommy Grav
Tommy Grav, né le 8 novembre 1973, est un astrophysicien norvégien, co-découvreur de nombreuses lunes irrégulières des planètes Saturne, Uranus et Neptune.

## Biographie
Il a étudié à l'Université d'Oslo, où il a obtenu son doctorat en 2004. Il a poursuivi son parcours par un post-doc au Harvard-Smithsonian Center for Astrophysics de Cambridge, Massachusetts aux États-Unis avant d'être recruté par l'Institut d'astronomie de l'Université d'Hawaï.
Tommy Grav a été membre de trois équipes d'astronomes différentes (Gladman et al., Holman et al. et Kavelaars et al.) et a co-découvert de nombreuses lunes irrégulières des planètes Saturne, Uranus et Neptune ainsi que plusieurs transneptuniens.
Il est co-découvreur officiel des lunes de Neptune suivantes : IX Halimède, XI Sao, XII Laomédie et XIII Néso.

## Honneur
L'astéroïde (12309) Tommygrav (1992 DD3) est nommé d'après lui.

### Liens connexes
- Objets découverts par Tommy Grav